# Vaujany
Vaujany település Franciaországban, Isère megyében. Lakosainak száma 352 fő (2022. január 1.). Vaujany Allemond, Clavans-en-Haut-Oisans, Le Freney-d’Oisans, Oz, Saint-Colomban-des-Villards, Saint-Sorlin-d’Arves, Plouigneau és Le Haut-Bréda községekkel határos.

## Népesség
A település népessége az elmúlt években az alábbi módon változott:
| Lakosok száma | 270  | 412  | 242  | 311  | 297  | 307  | 337  | 342  | 346  | 352  |
|               | 1968 | 1982 | 1990 | 2006 | 2013 | 2015 | 2017 | 2019 | 2020 | 2022 |